# The Bridge of San Luis Rey (1944)
The Bridge of San Luis Rey is een Amerikaanse dramafilm uit 1944 onder regie van Rowland V. Lee. Het scenario is gebaseerd op de gelijknamige roman uit 1927 van de Amerikaanse auteur Thornton Wilder.

## Verhaal
Wanneer in de 18e eeuw een brug over een kloof in het Peruaanse Andesgebergte het begeeft, laten vijf mensen daarbij het leven. Een priester gaat op zoek naar de achtergrond van de slachtoffers.

## Rolverdeling
| Acteur          | Personage         |
| --------------- | ----------------- |
| Lynn Bari       | Michaela Villegas |
| Akim Tamiroff   | Oom Pio           |
| Francis Lederer | Esteban / Manuel  |
| Alla Nazimova   | Doña Maria        |
| Louis Calhern   | Don Andre         |
| Donald Woods    | Broeder Juniper   |
| Blanche Yurka   | Abdis             |
| Barton Hepburn  | Don Gonzalo       |
| Joan Lorring    | Pepita            |
| Emma Dunn       | Doña Mercedes     |
| Abner Biberman  | Maita             |
| Antonio Triana  | Danser            |